# Metallogorgia
Metallogorgia is een geslacht van neteldieren uit de klasse van de Anthozoa (bloemdieren).

## Soorten
- Metallogorgia macrospina Kükenthal, 1919
- Metallogorgia melanotrichos (Wright & Studer, 1889)
- Metallogorgia splendens (Verrill, 1883)
- Metallogorgia tenuis Pasternak, 1981

### Taxon inquirendum
- Metallogorgia squarrosa (Wright & Studer, 1889)